# Виборчий округ 137
Виборчий округ 137 — виборчий округ в Одеській області. В сучасному вигляді був утворений 28 квітня 2012 постановою ЦВК №82 (до цього моменту існувала інша система виборчих округів). Окружна виборча комісія цього округу розташовується в будинку культури за адресою м. Подільськ, просп. Шевченка, 28.
До складу округу входять міста Балта і Подільськ, а також Балтський, Кодимський, Окнянський, Подільський і Савранський райони. Виборчий округ 137 межує з округом 16 на північному заході, з округом 17 на півночі, з округом 101 і округом 132 на північному сході, з округом 138 на сході, з округом 139 на південному сході та обмежений державним кордоном з Молдовою на південному заході і на заході. Виборчий округ №137 складається з виборчих дільниць під номерами 510070-510117, 510441-510472, 510524-510555, 510557-510576, 510578-510592, 510594-510596, 510598-510610, 510762-510780 та 511042-511059.

## Народні депутати від округу
| Ім'я                           | Фото | Партія          | Скликання | Дата набуття повноважень | Дата припинення повноважень |
| ------------------------------ | ---- | --------------- | --------- | ------------------------ | --------------------------- |
| Клімов Леонід Михайлович       |      | Партія регіонів | 7-ме      | 12 грудня 2012           | 27 листопада 2014           |
| Клімов Леонід Михайлович       |      | самовисуванець  | 8-ме      | 27 листопада 2014        | 29 серпня 2019              |
| Гончаренко Олексій Олексійович |      | самовисуванець  | 9-те      | 29 серпня 2019           |                             |

## Результати виборів

### Парламентські

#### 2019
Кандидати-мажоритарники:
- Гончаренко Олексій Олексійович (самовисування)
- Муконін Олександр Вікторович (Слуга народу)
- Клімов Леонід Михайлович (самовисування)
- Осіпов Володимир Олександрович (Опозиційна платформа — За життя)
- Лазаренко Михайло Дмитрович (Батьківщина)
- Маланін Олександр Юрійович (самовисування)
- Муконін Олег Володимирович (самовисування)
- Климов Василь Геннадійович (самовисування)
- Осташ Яків Михайлович (самовисування)
- Клімов Денис Миколайович (самовисування)
- Муль Павло Валерійович (Голос)
- Лисейко Оксана Вікторівна (Радикальна партія)
- Мазур Володимир Михайлович (Опозиційний блок)
- Глущенко Віктор Володимирович (самовисування)
- Громов Вадим Олександрович (Громадянська позиція)
- Довженко Олексій Юрійович (самовисування)
- Грицький Сергій Володимирович (Соціальна справедливість)
- Новіков Артем Олександрович (самовисування)
- Рекічанська Наталія Миколаївна (самовисування)
- Джум Сергій Іванович (самовисування)
- Устінова Олена Сергіївна (самовисування)
- Халабуда Анатолій Олексійович (самовисування)

#### 2014
Кандидати-мажоритарники:
- Клімов Леонід Михайлович (самовисування)
- Понепалюк Валерій Васильович (Блок Петра Порошенка)
- Поживанов Михайло Олександрович (самовисування)
- Лазаренко Михайло Дмитрович (самовисування)
- Клімов Віктор Миколайович (самовисування)
- Балагула Ірина Леонідівна (Опозиційний блок)
- Суханов Олександр Володимирович (самовисування)
- Гунтік Анжеліка В'ячеславівна (Комуністична партія України)
- Яровенко Вячеслав Васильович (Правий сектор)
- Сендик Олег Олександрович (самовисування)
- Новосьолов Ігор Олексійович (Ліберальна партія України)
- Салтановський Микола Васильович (самовисування)
- Тіора Анатолій Григорійович (самовисування)

#### 2012
Кандидати-мажоритарники:
- Клімов Леонід Михайлович (Партія регіонів)
- Сорока Віктор Петрович (Свобода)
- Кіріца Юрій Іванович (УДАР)
- Сокерчак В'ячеслав Михайлович (Комуністична партія України)
- Салтановський Микола Васильович (Соціалістична партія України)
- Мадон Ігор Іванович (Собор)
- Мартинюк Сергій Яковлевич (Українська народна партія)

## Явка
Явка виборців на окрузі: